# ジョージアン・ジャーナル
ジョージアン・ジャーナル（Georgian Journal）は、ジョージアの週刊新聞。発行者はクヴィリス・パリトラ出版。ジョージアに複数ある英字新聞の一つであった。2015年12月29日、ジョージアン・ジャーナルは発行中止となり、ジョージア・トゥデイと統合した。ジョージアン・ジャーナルは、ウェブサイトを介したオンラインニュース局としての機能のみが残されている。